# Інвертований тоталітаризм
Інвертований тоталітаризм (також перевернутий, зворотній або обернений тоталітаризм) — політичний режим, вид тоталітаризму, що виростає зі стійких демократій, і характеризується тотальним впливом великих корпорацій, фінансових груп та ЗМІ на усі аспекти суспільного і приватного життя держави з єдиною метою — досягнення економічної вигоди.
На відміну від «класичного», інвертований тоталітаризм виростає із стійких демократій разом із появою колективного ворога та посиленням могутності корпорацій, а своєю ціллю має досягнення економічної вигоди через злам політичної активності громадянського суспільства, солідаризацію крупних ЗМІ із створенням ілюзії свободи слова, використання демократичних інститутів для своїх цілей, експлуатацію неблагополучних груп населення, інтернаціоналізацію та підпорядкування влади економічній вигоді.
Цей тип тоталітаризму не є явним, тому є ще більшою загрозою демократичному режимові, ніж «класичний».

## Історія терміна
Вперше термін введено професором Шелдоном Воліним у 2003 році для опису, на його думку, нової форми державного устрою США, що почала зароджуватись.
Він дійшов висновку, що США все більше перетворюються на керовану демократію і використав термін «перевернутий тоталітаризм», щоб привернути увагу до тоталітарних аспектів політичної системи США, одночасно підкреслюючи її відмінності від «класичного» тоталітаризму: такого, наприклад, як фашистські режими.
У книзі Кріса Хеджеса та Джо Сакко «Дні руйнування, дні повстання» (2012) перевернутий тоталітаризм зображено як систему, в якій корпорації зіпсували та підкосили демократію, а економіка перемагає політику. Всі природні ресурси і живі істоти перетворюються в товар й експлуатуються великими корпораціями аж до межі краху, оскільки надмірне споживання і сенсаційність заколисують і маніпулюють громадянами, змушуючи їх відмовитися від своїх свобод і права участі в урядуванні.
Ш. Волін стверджував, що США стають дедалі тоталітарнішими в результаті багаторазових військових мобілізацій: для боротьби з країнами Осі в 1940-х, стримування СРСР під час Холодної війни та для боротьби з тероризмом після терактів 11 вересня.
Ш. Волін описував цей розвиток у напрямку перевернутого тоталітаризму з точки зору двох конфліктуючих політичних центрів влади, а саме конституційного уявного та владного уявного.
Під уявним розуміються політичні тенденції та існуючі політичні умови. Конституційне уявне «прописує засоби, за допомогою яких влада легітимізується, стає підзвітною і обмеженою».
Посилаючись на Томаса Гоббса, Ш. Волін розуміє владне уявне як прагнення до влади, що пояснюється страхом масової смертності.
Владне уявне може «підірвати або перейти межі, передбачені конституційним уявним» через страх перед небезпечним ворогом: владне уявне, як правило, супроводжується виправдовуваннями («перемогти комунізм», «полювати на терористів»), яке спрямоване проти ворога, чия сила беззаперечна, але точне розташування невизначене.
Владне уявне послаблює демократію в США, а також просуває їх як єдину глобальну «наддержаву»: у той час як класичні версії тоталітаризму, представлені нацизмом і фашизмом, консолідували владу, придушуючи ліберальну політичну практику, наддержава демонструє потяг до тотальності.
Не зважаючи на прагнення до цілісності, ця система рухається швидше ідеологією економічної вигоди, а не, наприклад ідеологією «панівної раси», матеріальним, а не «ідеальним».

## Відмінності від класичного тоталітаризму
Перевернутий тоталітаризм подібний до класичного (як в нацистській Німеччині): обидва режими є тоталітарними, оскільки мають тенденцію до домінування, використовують страх,
превентивні війни
та панування еліти.
Проте перевернутий і класичний тоталітаризм різняться за кількома важливими напрямами:
| Напрям             | Класичний тоталітаризм | Інвертований тоталітаризм |
| Революція          | Повалення усталеної системи та панування еліти .                                                                                           | Використовує правові та політичні обмеження усталеної демократичної системи для досягнення своїх цілей . |
| Уряд               | Класичний тоталітарний уряд був упорядкованим, ідеалізованим та скоординованим цілим.                                                      | Має місце керована демократія, яка застосовує управлінські навички до основних демократичних політичних інститутів . |
| Пропаганда         | Виробництво пропаганди жорстко централізоване .                                                                                            | Лише частково орієнтується на державу. Виробництво довірене висококонцентрованим медіакорпораціям і, таким чином, зберігається ілюзія «вільної преси». Згідно з цією моделлю, інакомислення дозволене, хоча корпоративні ЗМІ служать фільтром, дозволяючи більшості людей (які обмежені в часі, щоб бути в курсі поточних подій), чути лише ті точки зору, які корпоративні ЗМІ вважають «серйозними» . |
| Демократія         | Послаблює слабкі демократії/режими . | Розвивається із сильних стійких демократій . |
| Ідеологія          | Рушійна сила - ідеологія «ідеального» . | Рушійною силою є економічна ефективність, вигода . |
| Економіка          | Держава домінувала над економічними суб'єктами .                                                                                           | Корпорації домінують через лобіювання та політичні внески, а уряд виступає слугою великих корпорацій. Це вважається швидше «нормальним», а не корумпованим . |
| Глобалізм          | Спрямування на націю, клас або певну групу .                                                                                               | Глобальна наддержава, заснована на глобальному обміні робочими місцями, культурою та товарами . |
| Населення          | Постійна політична мобілізація населення .                                                                                                 | Націлений на те, щоб маса населення перебувала у стійкому стані політичної апатії. Єдиним видом очікуваної, бажаної діяльності громадян, є голосування. Низькі показники виборчих процесів сприймаються прихильно, як ознака того, що основна маса населення втратила надію на те, що уряд коли-небудь зможе відчутно допомогти їм .                                                                    |
| Покарання          | Карає суворо (ув'язнення або вбивство політичних чи ідеологічних опонентів, опозиціонерів та дисидентів) .                                 | Карає за допомогою економічного страху (мінімізацією соціального забезпечення, розпадом профспілок, аутсорсингом робочих місць тощо) . |
| Лідер              | Має харизматичних лідерів, які є архітекторами держави .                                                                                   | Не залежить від певного лідера, а створює своїх, подібних до корпоративних, лідерів . |
| Соціальна політика | Боротьба (принаймні ідеологічна) із багатими та привілейованими спрямована на задоволення інтересів певного класу, групи, національності . | Експлуатує бідних, послаблюючи систему охорони здоров'я та соціальні програми й умови праці . |

## Сприйняття концепції
Книга Шелдона Воліна «Демократія інкорпорована: керована демократія і привид перевернутого тоталітаризму», де вперше була описана концепція зворотнього тоталітаризму, отримала літературну премію Ланна за особливо видатну книгу в 2008 році.
В огляді книги у Truthdig політолог і письменник Чалмерс Джонсон написав, що книга являє собою «руйнівну критику» сучасного уряду Сполучених Штатів, яка включила опис змін за останні роки, і дії, які «повинні бути вжитим», щоб США «не зникнули в історії разом зі своїми класичними тоталітарними попередниками: фашистською Італією, нацистською Німеччиною і більшовицькою Росією». На думку Джонсона, книга Воліна є одним з кращих аналізів того, чому президентські вибори наврядчи будуть ефективними для пом'якшення згубних наслідків інвертованого тоталітаризму. Джонсон пише, що робота Воліна «повністю доступна» і що розуміння аргументів Воліна «не залежить від наявності будь-яких спеціальних знань». Джонсон вважає, що аналіз Воліна є скоріше поясненням проблем Сполучених Штатів, ніж описом того, як вирішити ці проблеми, «особливо тому, що Волін вважає, що політична система США корумпована» і "на неї в першу чергу впливають фінансові внески від багатих і корпоративних донорів, але, тим не менш, аналіз Воліна досі залишається одним з кращих дискурсів про те, де США «звернули не туди».
Кевін Зіз і Маргарет Флауерз висловили таку думку: 
Ми живемо в часи перевернутого тоталітаризму, коли інструменти, використовувані для підтримки статус-кво, набагато більш тонкі і технологічні… До них належать пропаганда і основні ЗМІ, які приховують реальні новини про умови нашого дому і нашої діяльності навколо світу за відволікаючими факторами […] Ще одним інструментом є створення незахищеності серед населення, аби люди не хотіли висловлюватися і ризикувати через страх втратити роботу […] Зміни у вищій освіті також пригнічують інакомислення […] викладачі […] менш охоче викладають теми, які вважаються спірними. Це, в поєднанні з величезною студентської заборгованістю, є інструментами, які дозволяють змусити замовкнути студентство, яке колись було центром перетворювальних дій.
Кріс Хеджес стверджував, що ліберальний клас нездатний реформувати себе і що класичний лібералізм був зведений до політичної шаради, керованої в рамках корпоративного капіталізму. Оскільки академічні інтелектуали і журналісти цінують доступ до влади, а не до істини, політичні філософи, такі як Волін, були виключені з таких публікацій, як The New York Times і New York Review of Books.